# Francisco Batistela
Dom Francisco Batistela, C.Ss.R. (Cerquilho, 30 de setembro de 1931 - Guaratinguetá, 20 de outubro de 2010) foi um bispo da diocese de Bom Jesus da Lapa.